# Журавлёва, Зоя Евгеньевна
Зо́я Евге́ньевна Журавлёва (20 августа 1935 года, Ленинград, СССР — 26 марта 2011 года, Санкт-Петербург) — детская писательница, журналист и филолог.

## Биография
Зоя Евгеньевна Журавлёва родилась 20 августа 1935 года в городе Ленинграде, СССР.

Закончила отделение журналистики филологического факультета Ленинградского университета по специальности филолог-журналист.

Работала в газетах на севере: в Никеле и Мурманске.
Участвовала в совместных экспедициях по стране: с биологами, искусствоведами, археологами.

В 1966 году журнал «Звезда» опубликовал её первую повесть «У меня есть голова». В этом же году вышла её очерковая повесть (в соавторстве со Станиславом Панкратовым) «Не споткнись о Полярный круг» — в Карельском издательстве.

В 1967 году то же Карельское издательство выпустило детскую книжку Зои Журавлевой «Путька», которую вскоре переиздал Детгиз. И тогда же в издательстве «Молодая гвардия» вышел сборник повестей Зои Журавлевой «Ключ от Вселенной». Этот сборник был премирован на конкурсе имени Николая Островского.

С 1968 года — член Союза писателей СССР.

Сотрудничала с журналом «Пионер».
Член Союза писателей Санкт-Петербурга, автор более чем 20 книг: взрослых и детских.
Скончалась 26 марта 2011 года в Санкт-Петербурге.

### Деятельность
Зоя Евгеньевна занималась:
проблемами междисциплинарного диалога, взаимопонимания науки и искусства, синергетикой. Один из организаторов и член Правления межрегиональной Ассоциации «Женщины в науке и образовании», главный редактор газеты Ассоциации «Госпожа Удача», неизменный сопредседатель и организатор Международных междисциплинарных конференций «Языки науки-языки искусства» (Суздаль-96, −98, −02).

### Творчество
Жанр произведений Зои Евгеньевны: современная проза.
- «У меня есть голова», повесть (1966 год).
- «Не споткнись о Полярный круг», очерковая повесть (1966 год).
- «В двенадцать, где всегда»[6] — повесть о молодых слюдяницах.
- «Сорок первый километр»[7], очерк, вошёл в сборник «Искатель. 1966. Выпуск № 6»[6].
- «Путька»[6] (1967 год).
- «Не споткнись о Полярный круг» (1967 год).
- «Требуется героиня» (Издательство ЦК ВЛКСМ "Молодая гвардия, М., 1969)[6].
- «Я, Арина, Байрамчик и верблюжье молоко»[8] (1972 год).
- «Выход из Случая»[9][6] — повесть о метро и его сотрудниках, обеспечивающих чёткую работу этой городской транспортной артерии.
- «Кувырок через голову»[6].
- «Ожидание»[6].
- «Островитяне»[6].
- «Сними панцирь!»[6][10]
- «Роман с героем конгруэнтно роман с собой»[6].
- «Роман с героем»[4].
- и другие.